# Ibelin Fülöp
Ibelin Fülöp (1180–1227) a Ciprusi Királyság befolyásos bárója volt, Ibelin Balian és Komnéna Mária kisebbik fiaként a Jeruzsálemi Királyság legelőkelőbb urai közé tartozott.

## Életútja
1206-ban említik először, amikor bátyjával, Jánossal Ciprusra kísérik unokahúgukat, Alizt, I. Izabella jeruzsálemi királynő lányát, hogy házasságot kössön I. Hugó ciprusi királlyal. A két fivér valamikor 1217 előtt végleg áttette hatalmi székhelyét a szigetországba, valószínűleg azért, mert konfliktusba keveredtek I. János jeruzsálemi királlyal. I. Hugó 1218-ban meghalt, utódának, a kiskorú I. Henrik ciprusi királynak anyja, Aliz lett a régense, de ő Fülöpöt nevezte ki „helyettesévé” (baillie), aki ebben a minőségében hathatósan hozzájárult, hogy az Ibelin nemzetség Ciprus első családjai közé kerüljön. 1223-ban azonban Fülöp és Aliz összekülönbözött az egyházi dézsma kérdésében, amelynek beszedési jogát Aliz a pápaság javára megtagadta volna az ortodox egyháztól. Fülöp ellenállt, unokahúga átköltözött Tripoliszba, és Fülöp jóformán egyeduralkodó lett Cipruson.
1225-ben Fülöp hírét vette, hogy II. Frigyes német-római császár keresztes hadjáratra készül, mire formálisan is megkoronáztatta a gyermek Henriket, mert tudta, hogy Frigyes érvényesíteni akarja Cipruson a német-római császárok hűbérúri jogait. (Imre ciprusi király ugyanis VI. Henriknek köszönhette a koronáját.) Az eljárást Frigyes nehezményezte, III. Honoriusz pápa azonban áldását adta rá, amivel a jeruzsálemi legfelsőbb bíróság (Haute cour) is egyetértett.
1227 elején Aliz új férjét, IV. Bohemund antiochiai fejedelem második fiát, a leendő V. Bohemundot nevezte ki ciprusi helyettesévé, az Haute cour azonban nem egyezett bele ebbe. Aliz ekkor Barlais-i Amalrikkal próbálkozott, de a legfelsőbb bíróság az ő személyét is elvetette, és Fülöpöt erősítette meg tisztségében. Amalrik és Bohemund felvette a kapcsolatot Frigyessel, Fülöp pedig még ebben az évben meghalt, és bátyjára, Jánosra hárult a feladat, hogy az 1228-ban a szigetre érkező császárral szembenézzen.

## Házassága és gyermekei
Fülöp Montbéliard-i Alizt, Montbéliard-i Odó húgát vette feleségül. Gyermekeik:
- Ibelin Mária, apácának állt, anyja neki alapította 1244-ben a nicosiai Szent Tódor kolostort[1]
- Ibelin János